# Dvornica
Dvornica falu Horvátországban Šibenik-Knin megyében. Közigazgatásilag Rogoznicához tartozik.

## Fekvése
Šibeniktől légvonalban 23, közúton 35 km-re délre, községközpontjától légvonalban 4, közúton 8 km-re délkeletre, Dalmácia középső részén fekszik.

## Története
Területe évszázadokig velencei uralom alatt állt. 1797-ben a Velencei Köztársaság megszűnésével a település Habsburg Birodalom része lett. 1806-ban Napóleon csapatai foglalták el és 1813-ig francia uralom alatt állt. Napóleon bukása után ismét Habsburg uralom következett, mely az első világháború végéig tartott. A településnek 1880-ban 485, 1910-ben 710 lakosa volt. Az I. világháború után rövid ideig az Olasz Királyság, ezután a Szerb-Horvát-Szlovén Királyság, majd Jugoszlávia része lett. Lakossága 2011-ben 157 fő volt, akik a turizmusból és a mezőgazdaságból (szőlő, olivaolaj, füge) éltek.

## Lakosság
| Lakosság változása | Lakosság változása | Lakosság változása | Lakosság változása | Lakosság változása | Lakosság változása | Lakosság változása | Lakosság változása | Lakosság változása | Lakosság változása | Lakosság változása | Lakosság változása | Lakosság változása | Lakosság változása | Lakosság változása | Lakosság változása |
| ------------------ | ------------------ | ------------------ | ------------------ | ------------------ | ------------------ | ------------------ | ------------------ | ------------------ | ------------------ | ------------------ | ------------------ | ------------------ | ------------------ | ------------------ | ------------------ |
| 1857               | 1869               | 1880               | 1890               | 1900               | 1910               | 1921               | 1931               | 1948               | 1953               | 1961               | 1971               | 1981               | 1991               | 2001               | 2011               |
| 0                  | 0                  | 485                | 477                | 571                | 710                | 0                  | 0                  | 730                | 785                | 739                | 663                | 495                | 399                | 347                | 157                |

(Lakosságát 1857-ben Sapina Docához, 1869-ben, 1921-ben és 1931-ben a Marina községbeli Sevidhez számították.)

## Nevezetességei
Szűz Mária a keresztények segítője tiszteletére szentelt római katolikus templomát 1923-ban szentelték fel. 1999-ben teljesen megújították. Ennek során új, szembemiséző oltárt kapott, padlóját lelapozták, kicserélték ablakait és a harangozást automatizálták. A templom búcsúünnepén a templom előtti szentmise után Szűz Mária szobrát körmenetben viszik végig a településen.